# Ulvila
Ulvila és un municipi de Finlàndia. És una de les sis ciutats medievals del país, sent la tercera més antiga del país. Es troba a la província de Finlàndia Occidental. És un municipi monolingüe finès.